# اوکیتا هیده‌ایه
اوکیتا هیده‌ایه (به ژاپنی: 宇喜多 秀家)
۱۵۷۳ – ۱۶۵۵) دایمیوی ولایت بیزن و ولایت میماساکا (استان اوکایامای امروزی) بود. او یکی از اعضای گوتایرو بود که توسط تویوتومی هیده‌یوشی انتخاب شده بود.
در تهاجم ژاپن به کره (۱۵۹۸–۱۵۹۲) هیده‌ایه یکی از فرماندهان ارشد بود. در سال ۱۶۰۰ نبرد سکیگاهارا در جبهه غربی جنگید و پس از شکست املاک وی ضبط و خود وی تبعید شد.